# Grand hôtel de Sautour
Le Grand hôtel de Sautour, dit aussi château de Crespières ou parfois château des Tourelles, est un château situé sur la commune de Crespières (Yvelines).

## Histoire
Le château est construit à partir de la première moitié du XVIIe siècle, puis agrandi et remanié aux siècles suivants. Il appartient peut-être à l'origine à Claude de Picquet, et ses héritiers vendent le domaine en 1681 à Louis Petit, contrôleur des Bâtiments du roi, qui meurt à Crespières en 1713. Occupé par la famille de Bullion au XVIIIe siècle (également propriétaires du château de Wideville, non loin de Crespières), le château est vendu en 1780 par leur héritière, Anne-Julie-Françoise de Crussol, duchesse de La Vallière, à Jean-Baptiste Daniel de Crux. Le domaine reste en possession des marquis de Crux jusqu'en 1924. Le château est racheté en 1960 par Michel de Bourbon-Parme, qui y vit jusqu'en 1989. Le château est ensuite acquis par différents promoteurs immobiliers, qui laissent le château se dégrader lentement. Dans les années 2000, les jardins disparaissent et le château tombe en ruine.
À partir de 2022, il fait l'objet d'un projet de transformation en résidence d'appartements privés,,.

## Architecture et décors
Un pavillon de deux travées, comportant un escalier à vis hors œuvre, est construit dans la première moitié du XVIIe siècle. Il est complété à la fin du siècle par un corps de bâtiments de sept travées, dont l’extrémité est surélevée (pour former pavillon factice) à la fin du XVIIIe siècle, afin d'établir un effet de symétrie. La ferme attenante au château est presque totalement reconstruite à la fin du XIXe siècle.
Les jardins du château comportaient un vaste plan d'eau rectangulaire au sud-ouest, agrémenté d'une île rectangulaire. En face du château, à l'ouest, un bassin circulaire, entouré d'une margelle de pierre, était orné jusque dans les années 1990 d'une célèbre statue de plomb réalisée par Louis II Lerambert et représentant L'Amour tirant à l'arc. Cette œuvre, réalisée vers 1667 pour orner le bassin du « Parterre des Fleurs » du parc du château de Versailles, est la plus ancienne sculpture connue des jardins du premier Versailles de Louis XIV. Perdue après la vente du domaine de Crespières en 1989 (elle s'y trouvait peut-être dès la fin du XVIIe siècle, à la suite de remaniements des jardins de Versailles), l'œuvre est réapparue sur le marché de l'art en 2007 et a été acquise en 2009 par le château de Versailles, qui l'a fait restaurer en 2010.